# Selvtægt
At udøve selvtægt er at tage loven i egen hånd, i stedet for at bruge retssystemet, hvorved udøveren af selvtægt gør sig til både dømmende og udøvende magt.
Ordet bliver ofte brugt til at beskrive folk, der selv (med vold) straffer formodede gerningsmænd i straffesager, hvis de føler, at der er givet en for mild straf, men det er også selvtægt hvis folk begår indbrud for at skaffe sig en stjålen genstand tilbage, frem for at henvende sig til politiet.
Selvtægt er ulovlig i Danmark, da selvtægt ødelægger retssikkerheden ved at en part i sagen tildeler en vilkårlig, og typisk ikke lovlig, straf, i stedet for at lade skyldsspørgsmålet, samt dom og straf afgøre ved en domstol af en uvildig myndighed reguleret af loven.
Straffelovens § 294 regulerer selvtægt, og siger "Den, som ulovligt tager sig selv til rette, straffes med bøde.". Da selvtægtsmanden dog ofte begår andre strafbare handlinger, såsom vold eller indbrud, er det typisk disse forhold der bliver straffet, og paragraffen er derfor sjælden i brug.
Se også nødværge og nødret.